# والسنبورغ (كولورادو)
والسنبورغ (بالإنجليزية: Walsenburg, Colorado)‏ هي مدينة تقع في مقاطعة هورفانو - مقر المقاطعة بولاية كولورادو في الولايات المتحدة. تبلغ مساحتها 6 (كم²)، وترتفع عن سطح البحر 1881 م، بلغ عدد سكانها 4182 نسمة في عام 2000 حسب إحصاء مكتب تعداد الولايات المتحدة وتصل الكثافة السكانية فيها 693.1 نسمة/كم2.

## أعلام
- كيم كوتور
- ماثيو جي. مارتينيز